# Fu Tengyi
Fu Tengyi (chinesisch 付腾一, Pinyin Fù Téngyī; * 21. Dezember 1986) ist ein ehemaliger chinesischer Eishockeyspieler, der zuletzt bis 2016 in der Amateurmannschaft aus Harbin in der Chinesischen Eishockeyliga spielte.

## Karriere
Fu Tengyi begann seine Karriere als Eishockeyspieler bei China Dragon, für dessen Profimannschaft er in der Saison 2010/11 sein Debüt in der multinationalen Asia League Ice Hockey gab. Nach drei Jahren wechselte er in die Amateurmannschaft aus Harbin, für die er bis zu seinem Karriereende 2016 in der Chinesischen Eishockeyliga auf dem Eis stand.

### International
Für die chinesische Eishockeynationalmannschaft spielte der Verteidiger bei den Weltmeisterschaften der Division II 2011, 2012, 2013, 2014 und 2015, als er das Team aus dem Reich der Mitte erstmals als Mannschaftskapitän auf das Eis führte. Auch bei der Qualifikation für die Olympischen Winterspiele in Pyeongchang 2018 war er Kapitän der Chinesen.

## Erfolge und Auszeichnungen
- 2015 Aufstieg in die Division II, Gruppe A, bei der Weltmeisterschaft der Division II, Gruppe B

## Asia-League-Statistik
(Stand: Ende der Saison 2012/13)